# Саљније тундри
Саљније тундри (рус. Сальные Тундры) планина је у централном делу Мурманске области, на крајњем северозападу Русије. Налази се северозападно од планинског подручја Зајачја тундра и западно од Вучје тундре. Највиша тачка је врх Елгорас са надморском висином од 997 метара и налази се у источном делу масива. Највећи део планинског масива Саљније тунри налази се на територији Лапландског резервата биосфере.
Подручје Слане тундре налази се у басену реке Туломе и њених притока Вуве, Пече и Коње. Долина реке Коње одваја планински масив Саљне тундре од масива Туадаш тундре.